# Pedicularis atroviridis
Pedicularis atroviridis är en snyltrotsväxtart som beskrevs av Tsoong. Pedicularis atroviridis ingår i släktet spiror, och familjen snyltrotsväxter. Inga underarter finns listade i Catalogue of Life.